# Linsleyonides portoricensis
Linsleyonides portoricensis là một loài bọ cánh cứng trong họ Cerambycidae.